# Selen Soyder
Selen Soyder, née le 26 décembre 1986 à Izmir, est un mannequin et une actrice de télévision turque ayant été couronné Miss Turquie en 2007.